# Te gelat tailandès

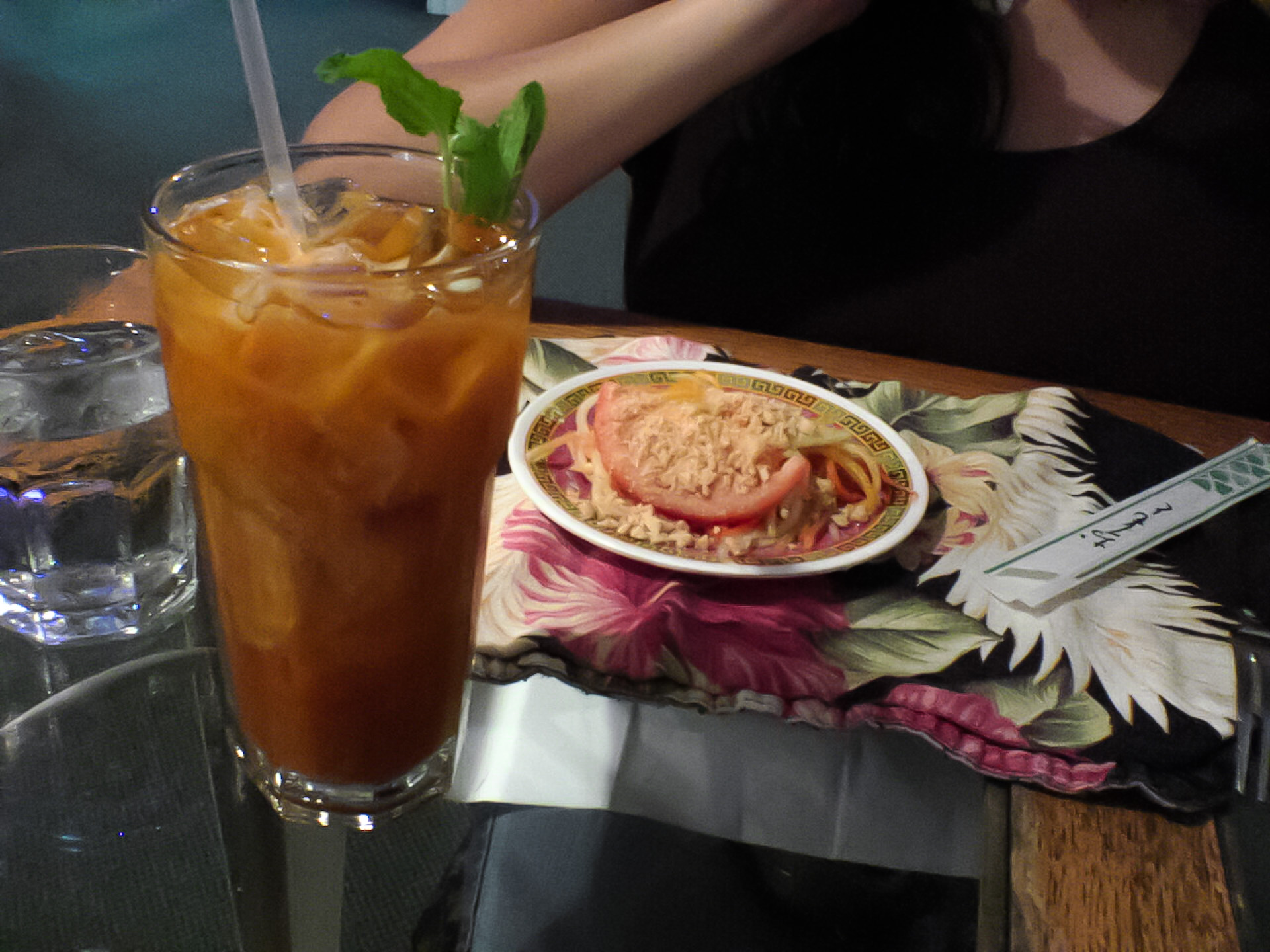
Te gelat tailandès

El te gelat tailandès o literalment te gelat (en tailandès: ชาเย็น, pronunciat xa ien) és una beguda de te tailandès amb llet (evaporada, de coco o llet sencera), que s'agrega per donar sabor i una aparença cremosa. A més, s'endolceix amb sucre. Usualment, la llet condensada i el sucre són barrejades amb el te abans de ser abocat sobre el gel i després és cobert amb llet evaporada.
En els restaurants tailandesos del món, se serveix en un got llarg, encara que a Tailàndia s'aboca sobre gel molt en una borsa plàstica translúcida o transparent. També es pot fer frappé en alguns llocs de venda occidentalitzats.
És molt popular en molts restaurants nord-americans que serveixen menjar tailandès. Encara que el te tailandès no és el mateix que el bubble tea, beguda del sud-est asiàtic que conté boles de tapioca. També el te tailandès amb boles de tapioca és un sabor popular de bubble tea.

## Variacions
Algunes variacions de te gelat tailandès són:
- Te gelat fosc tailandès (en tailandès: ชาดำเย็น, pronunciat xa dam): Te tailandès servit gelat sense llet i endolcit solament amb sucre. Basat en la forma tradicional de servir el te indi, el qual es fa servir com a ingredient principal.[1]
- Te tailandès amb llima (en tailandès: ชามะนาว, pronunciat xa manao): Similar al te gelat fosc tailandès, però amb llima i endolcit amb sucre. De vegades també se li agrega menta.